# مارکو اورسی
مارکو اورسی (به انگلیسی: Marco Orsi) (زادهٔ ۱۱ دسامبر ۱۹۹۰) شناگر اهل ایتالیا است.